# Асексуалност
Асексуалност (такође несексуалност), у најширем смислу, одсуство је сексуалне оријентације или недостатак интересовања и жеље за сексом. Истраживање које је спровео стручњак за људску сексуалност, Ентони Богерт са универзитета Брок у Онтарију, показало је да учесталост асексуалности износи 1% у укупној популацији одраслих особа.
Асексуалност се разликује од апстиненције од сексуалне активности, која има везе са понашањем, и од целибата, који најчешће има корене у религиозности особе. Сексуална оријентација је, за разлику од понашања, по дефиницији трајнија. Неке асексуалне особе упражњавају секс, упркос чињеници да немају жељу за сексом.
Прихватање асексуалности као сексуалне оријентације је тема научних истраживања, још увек релативно нова. Док неки научници сматрају асексуалност за сексуалну оријентацију, други се не слажу.
Од појаве интернета и друштвених мрежа, настале су разне асексуалне заједнице, од којих је најпознатија Мрежа за видљивост и едукацију о асексуалности (енгл. Asexual Visibility and Education Network), скраћено AVEN, формирана од стране Дејвида Џеја 2001. године.